# ولایت ایشیکاری

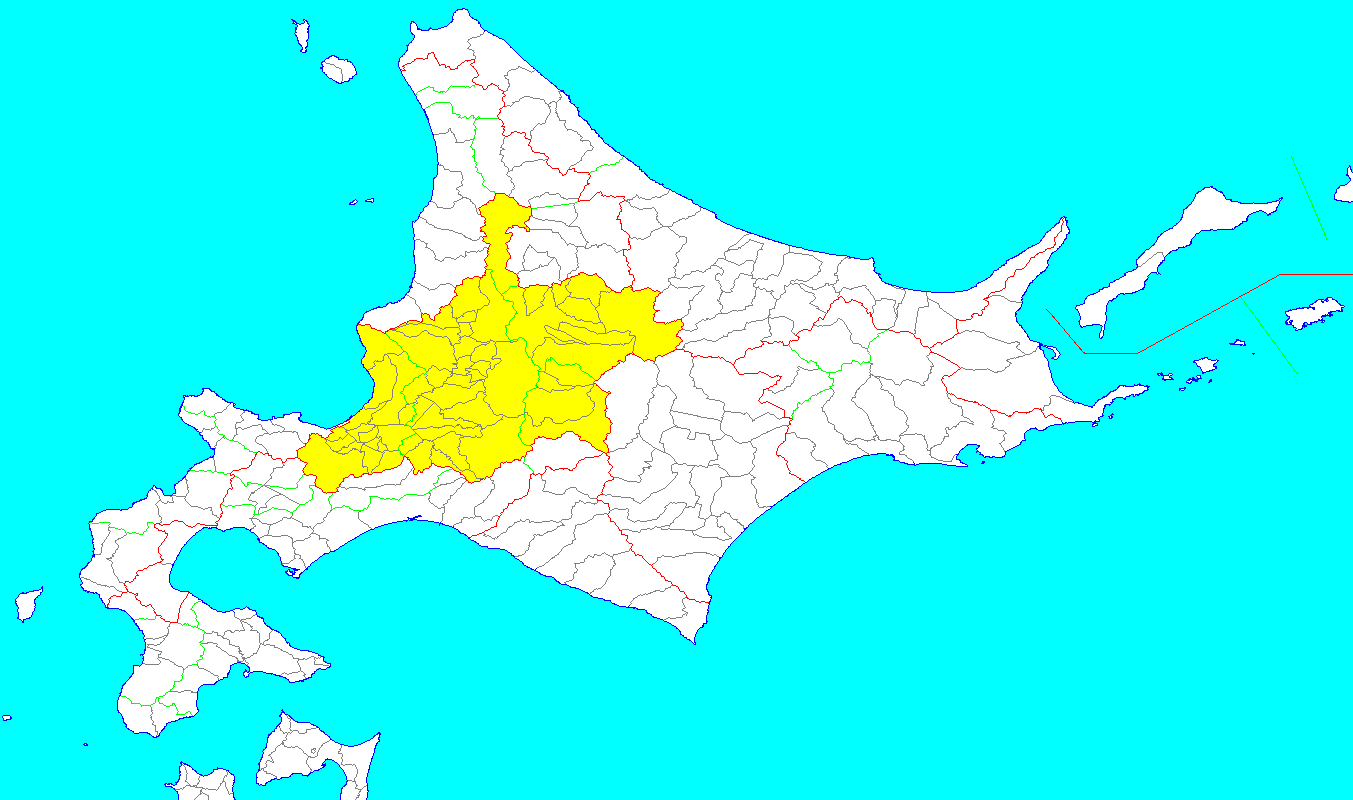
نقشه ژاپن در سال ۱۸۶۹ میلادی. این ولایت با رنگ تیره مشخص شده است.

ولایت ایشیکاری (به ژاپنی: 石狩国 Ishikari-no kuni) یکی از ولایت‌ها در تقسیم‌بندی کشوری قدیم ژاپن بود.